# PotchOpen II 2021
Il PotchOpen II 2021 è stato un torneo maschile di tennis giocato sul cemento. È stata la 3ª edizione del torneo e faceva parte della categoria Challenger 80 nell'ambito dell'ATP Challenger Tour 2021. Si è giocato ai Fanie du Toit sports grounds di Potchefstroom, in Sudafrica, dal 15 al 21 febbraio 2021. La settimana precedente si era tenuta nello stesso impianto la 2ª edizione del torneo, la 1ª del 2021.

## Partecipanti

### Teste di serie
| Nazionalità | Giocatore            | Ranking* | Testa di serie |
| ----------- | -------------------- | -------- | -------------- |
| India       | Prajnesh Gunneswaran | 131      | 1              |
| Francia     | Benjamin Bonzi       | 137      | 2              |
| Svizzera    | Marc-Andrea Hüsler   | 148      | 3              |
| Regno Unito | Liam Broady          | 191      | 4              |
| Regno Unito | Jay Clarke           | 193      | 5              |
| Canada      | Brayden Schnur       | 209      | 6              |
| Turchia     | Cem İlkel            | 214      | 7              |
| Canada      | Peter Polansky       | 220      | 8              |

* Ranking all'8 febbraio 2021.

### Altri partecipanti
I seguenti giocatori hanno ricevuto una wild card per il tabellone principale:
- Alec Beckley
- Vaughn Hunter
- Khololwam Montsi

Il seguente giocatore è entrato in tabellone come alternate:
- Vít Kopřiva

I seguenti giocatori sono entrati in tabellone con il ranking protetto:
- Jenson Brooksby
- Julien Cagnina

I seguenti giocatori sono passati dalle qualificazioni:
- Mirza Bašić
- Jack Draper
- Lucas Miedler
- Ryan Peniston

## Punti e montepremi
| Torneo    | Torneo              | V     | F     | SF    | QF    | 2T  | 1T  | Q | Q2  | Q1  |
| Singolare | Punti               | 80    | 48    | 29    | 15    | 7   | 0   | 4 | 1   | 0   |
| Singolare | Premi in denaro ($) | 7 200 | 4 240 | 2 510 | 1 460 | 860 | 520 | – | 260 | 130 |
| Doppio    | Punti               | 80    | 48    | 29    | 15    | –   | 0   | – | –   | –   |
| Doppio    | Premi in denaro ($) | 3 100 | 1 800 | 1 080 | 640   | –   | 360 | – | –   | –   |

## Campioni

### Singolare
Jenson Brooksby ha sconfitto in finale  Tejmuraz Gabašvili con il punteggio di 2–6, 6–3, 6–0.

### Doppio
Raven Klaasen /  Ruan Roelofse hanno sconfitto in finale  Julien Cagnina /  Zdeněk Kolář con il punteggio di 6–4, 6–4.